# Nicole Schnyder-Benoit
Nicole Schnyder-Benoit (Maggligen, 13 de março de 1973) é uma ex-jogadora de vôlei de praia suíça medalhista de ouro no Campeonato Europeu de 2004 na Alemanha.

## Carreira
Na temporada de 1997 estreou ao lado de Sandra Bratschi no circuito mundial no Aberto de Marselha, depois, esteve no Aberto de Espinho com Patricia Dormann.A partir de 1998 competiu ao lado de Mägi Schläfli e obteve o segundo lugar na etapas Challenge de Jonas, o quarto lugar no Campeonato Europeu de Voleibol de Praia de 1998 em Rodes, finalizaram no vigésimo quinto posto no Aberto de Toronto, também em vigésimo sétimo no Aberto de Vasto, pelo circuito mundial.  
Com Mägi Schläfli esteve no Aberto de Acapulco no circuito mundial de 1999, no Aberto de Toronto esteve com Franziska Frei.Posteriormene, com Annalea Hartmann terminou em nono lugar no Challenge de Porto San Giorgio, mesmo resultado obtido no Campeonato Europeu de Voleibol de Praia de 1999 em Palma de Maiorca, também terminaram no quadragésimo primeiro posto no Campeonato Mundial de Marselha, e  no circuito mundial, terminaram no vigésimo quinto lugar no Aberto de Espinho.
Iniciou com Nadia Erni a jornada do ano de 2000, e terminaram no vigésimo quinto lugar no Aberto de Gstaad, depois muda de parceria,  e no Challenge de Xylokastro ao lado de Simone Kuhn e  quando finalizaram no nono lugar,  e estiveram juntas na conquista da medalha de prata no Campeonato Europeu de Voleibol de Praia de 2001 na cidade de Jesolo, terminaram em vigésimo lugar no Campeonato Mundial em Klagenfurt, e entre as etapas do circuito mundial de 2001 que disputaram o décimo sétimo lugar foi o melhor resultado no Aberto de Gran Canarias.
Continuou ao lado de Simone Kuhn no Campeonato Europeu de 2002 na Basileia e terminaram no quinto lugar, estiveram com bons resultados no circuito mundia de 2002, obtendo o nono lugar no Grand Slam de Klagenfurt, nos Abertos de Gstaad, Stavanger, Osaka, Maoming e Maiorca.
Na temporada de 2003, permaneceu competindo com Simone Kuhn e novamente finalizaram o quinto lugar no Campeonato Europeu de 2003, este sediado em Alânia, mesmo resultado no Campeonato Mundial de 2003 no Rio de Janeiro, da mesma forma no circuito mundial, nos Abertos de Osaka e Milão, e obteve o quarto lugar no Aberto de Lianyungang.
Esteve com Simone Kuhn quando obteve pela primeira vez a medalha de ouro continental, ou seja, no Campeonato Europeu de 2004 em Timmendorfer Strand, no circuito mundial obtiveram juntas o quinto posto no Aberto de Fortaleza e no Grand Slam de Marselha, e o quarto lugar no Aberto de Milão e o bronze no Aberto de Osaka, e em Atenas nos Jogos Olímpicos de 2004 finalizaram no décimo nono lugar.

## Títulos e resultados
- Aberto de Osaka do Circuito Mundial de Vôlei de Praia de 2004
- Aberto de  Milão do Circuito Mundial de Vôlei de Praia de 2004
- Aberto de Lianyungang do Circuito Mundial de Vôlei de Praia de 2003
- Campeonato Europeu de 1998